# Albidella
Albidella is een geslacht uit de waterweegbreefamilie (Alismataceae). De soorten komen voor van het zuidoosten van Mexico tot in Guatemala en op Cuba en verder ook in West-Afrika, in Zuid-Azië, Zuidoost-Azië en in het noordoosten van Australië.

## Soorten
- Albidella acanthocarpa (F.Muell.) Lehtonen
- Albidella glandulosa (Thwaites) Lehtonen
- Albidella nymphaeifolia (Griseb.) Pichon
- Albidella oligococca (F.Muell.) Lehtonen

Albidella · 
Alisma (Waterweegbree) · 
Baldellia · 
Burnatia · 
Caldesia · 
Damasonium · 
Echinodorus · 
Limnophyton · 
Luronium · 
Ranalisma · 
Sagittaria · 
Wiesneria